# (22401) Egisto
(22401) Egisto ist ein Asteroid des äußeren Hauptgürtels. Er wurde am 24. Februar 1995 von der italienischen Astronomin Maura Tombelli an der Beobachtungsstation Cima Ekar des Osservatorio Astrofisico di Asiago (IAU-Code 098) auf der Hochebene von Asiago nordwestlich von Padua entdeckt.
Benannt wurde er am 27. April 2002 nach Egisto Masotti (* 1944), dem Vizepräsidenten der Gruppo Astrofili Montelupo.